# 坪嶼
坪嶼，又稱坪岐嶼或坪山嶼，為台灣澎湖縣白沙鄉的一個島嶼，面積約0.0024平方公里。島嶼位置在白沙鄉講美村北方300公尺處，最高處約高9公尺高。乾潮時可由講美步行前往。島嶼建有一軍事觀察哨，亦為知名景點「海中崗哨」，但常被觀光客與鄰近礁岩「草嶼」上的養殖紫菜業者或漁民整補漁具的倉庫搞混。